# Jericho (cómic)
Jericho (Joseph William Wilson) es un personaje ficticio que aparece en los cómics publicados por DC Comics. El personaje era originalmente un superhéroe, hijo de Deathstroke, y miembro de los Jóvenes Titanes durante el período Tales of the Teen Titans de Marv Wolfman y George Pérez. Desde principios de la década de 1990, Jericho ha pasado por períodos tanto de cordura como de locura.
Joe Wilson, con el nombre de "Kane Wolfman", apareció como un personaje recurrente en la sexta y séptima temporada del programa de The CW Arrowverso, Arrow, interpretado por Liam Hall. Esta versión nunca se convirtió en metahumano y mudo. Jericho también apareció como un personaje recurrente en la segunda temporada de la serie de DC Universe Titanes interpretado por Chella Man.

## Historial de publicaciones
Jericho apareció por primera vez en Tales of the Teen Titans #43 y fue creado por Marv Wolfman y George Pérez.

## Desarrollo
Jericho se creó a principios de la década de 1980, unos años después de que Marv Wolfman y George Pérez relanzaran la serie Teen Titans y la convirtieran en un gran éxito para DC Comics. En ese momento, Wolfman y Pérez estaban interesados en distanciar al equipo de la Liga de la Justicia, muchos de cuyos miembros habían sido mentores de los Titanes. Esto significó introducir nuevos personajes como la mística Raven y el tecnológico Cyborg, así como cambiar algunos de los personajes existentes, como hacer que Dick Grayson cambiara su identidad como Robin a favor de convertirse en Nightwing. Jericho fue parte de este proceso de establecer el equipo como una característica propia en lugar de, en palabras de Pérez, una "Pequeña Liga de la Justicia". Marv Wolfman había decidido el nombre, que obtuvo de una historia no utilizada de la serie anterior de Titanes, y con la idea de que Jericho fuera el hijo de Deathstroke, pero no pudo pensar en ningún otro aspecto del personaje. George Pérez elaboró el diseño, los poderes y la personalidad de Jericho y también sugirió silenciar al personaje. En una especie de desviación, también insistió en que las emociones de Jericho se transmitieran completamente a través de imágenes, sin el uso de globos de pensamiento. Pérez afirma que Jericho es el primer personaje que creó únicamente él mismo.

## Biografía ficticia

### Infancia
Jericho era el hijo menor de Slade Wilson (Deathstroke el Exterminador) y Adeline Kane Wilson, y tuvo una infancia feliz. Jericho fue un prodigio musical además de ser un artista talentoso. Cuando era un niño, fue tomado como rehén por el terrorista llamado Chacal, enviado por el presidente de Qurac en represalia por Deathstroke que mató a un importante coronel. Chacal intentó obtener información de Slade Wilson, quien secretamente llevaba una doble vida como mercenario. Después de que Deathstroke se negara a cooperar con Chacal, citando una violación de su código de ética profesional, Wilson logró rescatar a su hijo, pero no antes de que uno de los hombres de Chacal le cortara la garganta a Joseph. Como resultado, Jericho quedó mudo.
Después del incidente, la madre de Jericho, Adeline, se divorció de Slade (antes había tratado de matarlo, pero solo logró cegarlo de un ojo) y se llevó a Jericho y a su hermano mayor Grant con ella. En algún momento, Jericho aprendió a comunicarse a través del lenguaje de señas (identificado en Action Comics #584 como lenguaje de señas americano). Cuando aún era un niño, Jericho descubrió que poseía el poder metahumano mutante para tomar posesión de cualquier ser humanoide al hacer contacto visual con ellos, como resultado de la experimentación biológica realizada con su padre años antes. Primero manifestó sus poderes cuando estaba salvando a un amigo en peligro, pero Jericho quedó traumatizado por el evento y sus poderes permanecerían inactivos hasta su adolescencia. Para entonces, Jericho trabajaba con su madre en su organización de espionaje, Searchers Inc., y recibió entrenamiento en combate y sigilo. Durante una misión, los poderes de Jericho se despertaron por completo nuevamente para salvar a su madre de un asesino, y abrazó sus habilidades para ayudar aún más a su madre en su trabajo.

### Titanes
Algún tiempo después (en una historia llamada "El contrato de Judas"), Adeline y Joseph descubrieron que Deathstroke había aceptado un contrato con los Jóvenes Titanes. Adeline y Joseph se acercaron a Dick Grayson para ayudarlo a rescatar a los Titanes, y Joseph adoptó la identidad de Jericho. La misión de rescate fue un éxito y, posteriormente, Jericho se unió al equipo, pero los Titanes inicialmente desconfiaban de él debido a su relación con Deathstroke y la traición a Terra.
Jericho demostró ser una persona sensible y de corazón puro y fue un titán leal durante muchos años. Poco después de unirse a los Titanes, se unió otro nuevo miembro, Kole, y Jericho inmediatamente desarrolló un vínculo con ella. Jericho también desarrolló una relación cercana y afectuosa con Raven, ya que la poseyó una vez y aprendió sobre su herencia demoníaca. Jericho fue el primer Titán en entender a Raven, uniéndose a sus pasados con sus padres y encontrando consuelo el uno con el otro.

### Corrupción
Sin que nadie lo supiera, Jericho estaba poseído por las almas de Azarath , contaminado por la esencia del demonio Trigon, el padre de Raven. Incapaz de poseer a Raven, las almas entraron en Jericho, ya que sus poderes facilitaron que las almas entraran en él. Eran débiles al principio, pero ganaron fuerza con el tiempo y finalmente se fusionaron con él después de un tiempo después de la derrota de Trigon.
Jericho permaneció inactivo dentro de su propia mente mientras las almas de Azarath comenzaron a buscar nuevos cuerpos. Las almas necesitaban recipientes individuales para sobrevivir y buscaron adquirir recipientes sobrehumanos. Lento pero seguro, las almas comenzaron a corromper a Jericho y tomaron el control de su cuerpo después de que el villano conocido como Wildebeest emprendiera una campaña de terror contra los titanes, acusando a Starfire de asesinato y casi matando a Cyborg después de lavarle el cerebro para que sirviera como su representante en una serie de robos. El poseído Jericho descubrió que el ñu era en realidad varias personas; miembros del antiguo grupo de villanos de los Titanes, H.I.V.E., rebautizado tras la derrota de la organización a manos de los Titanes años antes, ya que este grupo se hacía llamar Sociedad Wildebeest. Al encarcelar al ñu principal, Jericho se convirtió en el nuevo líder de la Sociedad de ñus y los usó para secuestrar a los titanes actuales y anteriores para que actuaran como recipientes. Jericho ganó nuevos poderes: una poderosa alma de león y una habilidad curativa que reparó su garganta y le permitió hablar de nuevo.
En la historia de "Titans Hunt", Nightwing y Troia, acompañados de algunos nuevos aliados, lo encontraron y lo confrontaron. Durante la batalla, el verdadero Jericó resurgió y le rogó a su padre que lo matara. No hubo ayuda para él y, para evitarle más sufrimiento a su hijo, Deathstroke lo mató. Posteriormente se erigió una estatua de Jericó en el memorial de la Torre de los Titanes en San Francisco.

### Regreso
Varios años después, se reveló que el espíritu de Jericho había sobrevivido saltando dentro de su padre justo antes de que lo mataran. Había permanecido inactivo hasta que escuchó que su amiga Donna Troy había muerto en la batalla. Tomando el control del cuerpo de su padre, buscó al último grupo de titanes, con la esperanza de convencerlos de que los niños no deberían ser superhéroes y queriendo evitarles su destino. También mató al amigo más cercano de su padre, Wintergreen, y montó la cabeza del hombre en una pared.
Demostrando aún más su inestabilidad mental mientras estaba en el cuerpo de Deathstroke, atacó brutalmente a sus antiguos amigos e incluso le disparó a Impulso en la rodilla.
Durante el combate, saltó de cuerpo en cuerpo hasta que Raven lo absorbió. Durante una batalla con Hermano Sangre, ella lo repelió cuando involuntariamente absorbió a sus compañeros de equipo Deathstroke y Rose Wilson en su alma. Jericho logró usar los cuerpos de Wonder Girl y Superboy contra el equipo, pero cuando intentó ingresar a Cyborg, Cyborg usó su ojo cibernético para transferir el espíritu de Jericho a un archivo de computadora, ahora almacenado en Torre de los Titanes. Beast Boy dice que revisan a Jericho todos los días.
Después del salto "One Year Later " que siguió a los eventos de Crisis infinita, Raven tomó el disco con la esencia de Jericho y, usando el mismo ritual que la Iglesia del Hermano Sangre empleó anteriormente para resucitarla de entre los muertos, resucitó a Jericho en un nuevo cuerpo, desaparecido. las heridas en la garganta de su infancia que lo dejaron mudo. Jericho se unió a la última encarnación del equipo, aprovechando la oportunidad para vincularse con su media hermana Rose, quien era la nueva Ravager. Después de poseer el cuerpo del peligroso clon Match de Superboy, Jericho se mudó a S.T.A.R. Labs hasta que se encontró una forma de controlar a Match.
Más tarde, Jericho, todavía atrapado en el cuerpo de Match, aparentemente escapó de S.T.A.R. Labs visiblemente angustiado y pidiendo ayuda a sus amigos. Los Titanes lograron ayudarlo a escapar del cuerpo de Match, pero pronto se hizo evidente cuánto había torcido la mente de Jericho la experiencia, dejándolo empeñado en la destrucción de los Titanes.
Jericho escapó brevemente de los Titanes para plagar las elecciones presidenciales de 2008 del Universo DC principal, llegando incluso a usar el cuerpo de Green Lantern para luchar contra la Liga de la Justicia al ser descubierto. Los poderes basados en la voluntad de Hal demostraron ser su perdición, ya que Hal pudo sacar a Jericho de su cuerpo. Jericho fue llevado al satélite JLA para su custodia. La mente de Mento sondeó a Jericho y descubrió que tenía una forma particular y grave de trastorno de identidad disociativo, causado por años de cambios de cuerpo imprudentes. Incapaz de purgar su mente de los persistentes ecos de la personalidad que tenía que sumergir al tomar posesión de un individuo, tuvo su mente anulada por los patrones más malvados y de voluntad más fuerte, lo que lo llevó a asumir una personalidad criminal y despiadada opuesta a su antiguo yo amable. La JLA decidió enviarlo de regreso a S.T.A.R. Labs, con la esperanza de una cura.
Jericho logró escapar de la JLA y regresó con los Titanes, que ahora habitan el cuerpo de Nightwing. La JLA llegó para reclamarlo y comenzó a saltar sobre los cuerpos de quienes intentaron capturarlo. Esto fracasó cuando Jericho saltó al cuerpo de Superman. Aunque más fuerte de lo que alguna vez fue, Jericho se encontró incapaz de controlar el cuerpo alienígena de Superman. Jericho logró brevemente controlarse a sí mismo sobre los impulsos malignos y aparentemente desapareció en la nada.

### Trampa mortal
Jericho regresó más tarde, habiendo entrado en el cuerpo de Cyborg a través de su ojo mecánico, usando una "huella" que quedó de la última vez. Usó las defensas de la Torre de los Titanes para tratar de matar a los Jóvenes Titanes, pero su nuevo miembro, Static, usó sus poderes eléctricos para provocar un cortocircuito en los sistemas de la Torre, creando una retroalimentación que sacó a Jericho de Cyborg. Jericho escapó una vez más y, estimulado por las múltiples personalidades dentro de él (particularmente la de su padre), pone en marcha un escenario de "trampa mortal". Jericho intentó sin éxito asesinar tanto a los Jóvenes Titanes como a los Titanes (sus antiguos compañeros de equipo), quienes finalmente lo detuvieron. Mientras estaba bajo custodia policial, fue confrontado por el nuevo Vigilante. Decidido a poner fin al alboroto del villano de forma permanente (pero después de haberle prometido a Rose Wilson que no lo mataría), Vigilante le sacó ambos ojos, dejándolo incapaz de usar sus habilidades de posesión. El trauma del incidente hizo que Jericho volviera a su verdadera personalidad, pero quedó obsesionado por las diversas personalidades en su mente.

### Blackest Night
En un vínculo de Teen Titans con el cruce de Blackest Night, se ve a Jericho en posesión del cuerpo de Grant, ahora miembro no muerto del Black Lantern Corps, salvando a Rose del ataque de Adeline, Wintergreen y Wade Defarge. Jericho le reveló a Rose que sus ojos volvieron a crecer después del ataque de Vigilante, y que usó su poder para entrar en el cuerpo de Grant cuando éste intentó matarlo. Jericho luego entró en el cuerpo de su madre, engañando a los Black Lanterns para que se destruyeran entre sí. Posteriormente, Jericho se reconcilió con su padre, razonando que Deathstroke sería el único que podría matarlo si alguna vez sucumbía a las personalidades asesinas dentro de su mente.

### Brightest Day
Deathstroke contrató al Doctor Sivana y al Doctor Imposible para crear un invento diabólico con un factor de curación llamado " Dispositivo Matusalén" para salvar a Jericho, que se estaba muriendo de lepra. Una vez que Jericho fue colocado en la máquina, restauraron el cuerpo de Jericho. Deathstroke ofrece sus habilidades a todos los Titanes, con la promesa de restaurar a sus seres queridos fallecidos como pago por sus servicios. Algunos Titanes aceptan, pero otros titanes se niegan y el equipo pelea. Deathstroke se aleja con su hijo, pero Jericho lo posee, disgustado por lo que hizo su padre para lograr su restauración. Tiene la intención de destruir primero el Dispositivo Matusalén, luego a sí mismo y a Deathstroke. Mientras los Titanes luchan por la máquina, se libera su fuente de energía, un metahumano llamado DJ Molécula. DJ Molécula ataca a Deathstroke, sacando a Jericho de su cuerpo y luego es cortado por Cheshire. Cuando Cinder se sacrifica para destruir la máquina, Jericho es protagonizado por el Arsenal. Arsenal y Jericho luego deciden formar un nuevo equipo de Titanes para restaurar el legado que Deathstroke dañó.

### The New 52
En The New 52 (un reinicio de 2011 del universo de DC Comics), se presentaron dos versiones de Jericho. A diferencia de los cómics anteriores, Jericho no es mudo y es completamente capaz de hablar usando su voz.
La primera versión apareció como antagonista en Deathstroke vol. 2 de Rob Liefeld. Se cree que él y su madre murieron cuando los norcoreanos atacaron su casa. Slade Wilson (que ahora se hacía llamar Deathstroke) se había ganado muchos enemigos en todo el mundo y había puesto repetidamente a su familia en el punto de mira. Jericho en algún momento se expuso al Gen-factor, que le dio sus poderes. Ahora, un hombre de unos 20 años, Jericho tiene planes para destruir la vida de su padre que se había construido con la ayuda de su madre y su hermano. Sin embargo, finalmente se reveló que Jericho había tomado el control de su propia madre y su hermano y los obligó a odiar a Deathstroke. Aparentemente, Joseph fue asesinado junto con su hermano hasta que una escena posterior de un trabajador con ojos verdes brillantes insinuó que Joseph poseía a un hombre para salvarse y escapar.
La segunda versión aparece en Deathstroke vol. 3, que borra el volumen anterior de la continuidad, con Jericho una vez más siendo su yo heroico y amante de la paz. Debido a sus enormes poderes, Jericho fue capturado por su propio abuelo, Charles Wilson. Bajo el alias de Odysseus, quería succionar el poder metahumano de Joe para volverse prácticamente invencible y experimentó en Jericho, despertando nuevos poderes psíquicos dentro de él. Jericho finalmente fue salvado por su padre y su hermana Rose, pero la terrible experiencia dejó a Jericho con problemas para controlar sus nuevos poderes y buscó la soledad mientras intentaba huir de Odysseus. Algún tiempo después en Gotham, Jericho se reunió con Rose, quien trató de encontrar a alguien que ayudara a Jericho a aprender a controlar sus nuevos poderes, pero la reunión se desvió y Odiseo aparece para reclamar a Jericho. Debido a la llegada de Deathstroke, Jericho pudo escapar de las garras de su abuelo y recluirse una vez más. Algún tiempo después, se reveló que Jericho fue a Ra's al Ghul para buscar refugio y había obtenido un mejor control de sus poderes psíquicos. Él y Ra's al Ghul reaparecieron ante su padre y su hermana nuevamente para salvarlos de los enemigos de su padre, quienes también forman parte del Consejo Nova, una organización antimetahumana que ataca a los criminales y aquellos que usan sus poderes por dinero. Semanas más tarde, Jericho y su familia realizaron un ataque preventivo contra los enemigos de su padre en el que Rose cayó bajo el control mental de Lawman y Jericho tuvo que desatar una fuerte explosión mental para romper el vínculo, pero hirió la mente de Rose en el proceso. Cuando Ra's al Ghul se ofreció a curar a Rose con un "elixir" especial a cambio de la lealtad de Deathstroke a la Liga de Asesinos, Deathstroke aceptó y Ra's al Ghul le indicó a Jericho que se sumergiera en el subconsciente de su hermana para sacarla de su estado comatoso. Después de que se retiraron, Jericho y Rose también revelaron, para disgusto de su padre, que se unieron a la Liga debido a la deuda por la ayuda de Ra's al Ghul y para asegurarse de que Rose tuviera acceso al "elixir", que Ra's al Ghul dijo que lo haría. necesitaría tomar diariamente si quería vivir. En su próximo ataque a Danger Island, Jericho usó sus poderes para luchar (no violentamente) con su familia, protegiendo con su familia un escudo de energía y usando su telepatía para detener los movimientos de los enemigos. Cuando Deathstroke desobedeció a Ra's al Ghul, que intentaba que el Consejo Nova entrara en la Liga perdonándoles la vida, al Ghul mató al ex aliado de Deathstroke, Victor Ruiz, lo que provocó que los dos hombres comenzaran a pelear entre sí. Jericho interviene y amenaza a Ra's al Ghul para que se detenga o matará a todos con una explosión psíquica. Habiendo leído la mente de Ra's al Ghul, Jericho también revela que el "elixir" que tomó Rose era solo un estimulante, por lo tanto, Ra's al Ghul nunca salvó la vida de Rose. Rescinden su juramento a la Liga de Asesinos. Una vez que Ra's al Ghul los libera y se va, Jericho y Rose se despiden con ternura de su padre, quien decidió distanciarse de él por su seguridad y partió de la isla.

### DC: Renacimiento
Jericho reaparece más tarde después del relanzamiento de DC: Renacimiento, una vez más mudo y con su origen restaurado, aunque ligeramente modernizado. Esta versión de Jericho también es bisexual.
A diferencia de su feliz infancia en los cómics originales, la vida familiar de Jericho se vio tensa cuando era un adolescente, ya que su padre y su madre peleaban constantemente por las largas ausencias de su padre debido a sus supuestas misiones gubernamentales. Después de que Jericho fue secuestrado por Chacal y le cortaron la garganta, Adeline, indignada, le disparó a Deathstroke (dejándolo ciego de un ojo) por sus mentiras, su infidelidad que resultó en su hija ilegítima, Rose, y por el destino de Jericho.
Como adulto joven, Jericho trabaja como vicepresidente ejecutivo de una empresa de tecnología que su madre posee en Los Ángeles y está comprometido con su intérprete, Etienne. Aunque está mudo y todavía usa ASL, Jericho usa una tecnología especial llamada "micrófono subvocal", que permite que el teléfono de una persona se sincronice con Bluetooth con el micrófono para que pueda vocalizar sus pensamientos a través del teléfono con una voz computarizada. Después de que Rose vino a visitarlo, Jericho se reunió en secreto con el Dr. David Isherwood, el ex técnico de su padre, un superhéroe y ex amante de Jericho. Jericho le cuenta a Isherwood sobre su matrimonio y él desaprueba la elección de Jericho debido a su sexualidad. No cree que su amor por Etienne sea genuino y le dice a Jericho que evitará el matrimonio. Enojado por la interferencia de Isherwood, Jericho usa sus poderes para poseer su cuerpo, apagando su súper "traje Ikon" que le permite volar, haciéndolos caer de un edificio. Tras la aparente desaparición del Dr. Isherwood, Jericho asume sus funciones como superhéroe y usa el traje Ikon para ayudarlo en sus hazañas. Mientras se encuentra en una misión para ayudar a Superman a detener a su padre durante una misión del gobierno, Rose descubre que Etienne es miembro secreto de H.I.V.E., aunque se desconoce si planea informar a Jericho sobre el engaño de Etienne.
Mientras continúa con sus nuevos deberes de superhéroe (que Etienne conoce), Jericho comienza a tomar pastillas debido a que experimenta migrañas debido a su culpa por la caída de Isherwood. Más tarde, Jericho se encuentra con el médico personal de su padre, Arthur Villain, quien lo está buscando, pero Jericho explica que su padre está "atado" en este momento. Queriendo saber por qué tiene migrañas, Jericho hace que el Dr. Villain lo examine, quien también explica los detalles más finos de cómo funcionan sus poderes y los de los miembros de su familia. El Dr. Villain afirma que Jericho está perfectamente sano y que su problema es emocional, pero Jericho niega que haya sucedido algo traumático y se va. Esa mañana, Jericho alucina sobre Isherwood, lo que demuestra que sus migrañas empeoraron con el tiempo, lo que provocó que se estrellara contra la puerta de vidrio de la ducha. Mientras le oculta a Etienne el motivo de sus migrañas, apresuradamente establece una fecha de boda anticipada, a lo que ella accede.
Algún tiempo después, Jericho recibe una llamada de Deathstroke, que está en medio de una pelea con Raptor y Red Lion, para ponerse en contacto con Isherwood (quien inventó los trajes Ikon) para que lo ayude a desactivar el traje Ikon de Raptor. Sin embargo, Jericho miente acerca de saber el paradero de Isherwood, pero Deathstroke le ordena a su hijo que busque a Isherwood y llame a Adeline, lo cual hace. Todavía luchando con su culpa, Jericho va a un hospital para visitar a Isherwood, quien se revela que está vivo después de que Jericho los hizo caer del edificio; está gravemente herido y parece estar en estado de coma. Jericho se disculpa con Isherwood por su condición actual y le dice que todavía se preocupa por él. En un flashback de hace seis años, se muestra que Isherwood fue quien diseñó el traje a prueba de balas de Jericho cuando comenzaba como un joven héroe y quien le dio el nombre en clave "Jericho". Mientras que la culpa de Jericho comienza a hacer que se autolesione, no se da cuenta de que Etienne se acuesta con su padre, quien se da cuenta de que su misión es espiarlo a través de su hijo. Le dice a Etienne que rompa con Jericho. A pesar de su proclamación de amor por su hijo y su relación clandestina, Deathstroke advierte a Etienne que la matará si traiciona a Jericho. Después de que Rose tiene una visión sangrienta de Jericho, Rose llama a su hermano para ver cómo está y se entera de su fecha de boda anticipada con Etienne, para su desaprobación. Rose comparte su teoría acerca de que Etienne trabaja para Adeline para llegar a Slade, pero Jericho afirma que lo que sea que estén haciendo sus padres es algo entre ellos. Mientras visita Isherwood, Jericho ve que el monitor de vida de Isherwood está actuando mal y le ordena a la enfermera que se prepare para transportar a Isherwood a Nueva Jersey. Jericho lleva a Isherwood al Dr. Villain, quien afirma que Isherwood está muerto, pero le asegura a Jericho devastado que hay otras "posibilidades" para ayudarlo. Mientras el Dr. Villain intenta devolverle la vida a Isherwood, Jericho se sienta en la sala de espera y el Dr. Villain le dice que debe ver a un terapeuta o alguien en quien confíe para hablar. Mientras tanto, Etienne recibe un sermón de su empleador sobre cómo comprometió su misión al acercarse tanto a Jericho y luego recibe una llamada de Rose, quien viaja para ver a su hermano para evitar la visión que vio. Mientras Jericho regresa a casa, Isherwood vuelve a la vida (usando un virus sintetizado a partir del ADN de Jericho y Deathstroke) y llama a Jericho a su teléfono. Sin embargo, Jericho dejó su teléfono en su oficina y Etienne lo recoge, donde se entera de la relación pasada de Jericho con Isherwood. Después de que Jericho ve su apartamento en ruinas y Etienne llorando, Jericho intenta explicarle que estuvo con Isherwood durante unos meses. Etienne lo interrumpe y le dice con rencor que ha estado viendo a Deathstroke a sus espaldas.
Se muestra que Etienne trabaja para Amanda Waller y el gobierno nacional, aunque ella se niega a dejar Jericho porque todavía planea casarse con él. Durante otra llamada telefónica, Deathstroke confronta a Amanda y amenaza con matar a Etienne si Amanda no deja de usar a su hijo. Ella toma represalias amenazando con enviar a su Escuadrón Suicida. En la mañana de la boda, Jericho encuentra a Etienne muerto en su apartamento y cree que su padre la mató. Enfurecido, Jericho va a la iglesia con su traje Ikon e intenta matar a Deathstroke, sorprendiendo a su familia. A pesar de que su padre defendió su inocencia y explicó que Etienne era un espía, Jericho se da cuenta de que todas las actividades de Etienne se debían a que el gobierno quería vigilar a Deathstroke. Aunque fue golpeado brutalmente, Deathstroke se niega a luchar contra su hijo, quien solo se detiene una vez que lastima a Rose en medio de su ira. Luego de estos eventos, Jericho se encuentra en rehabilitación para lidiar con su trauma. Más tarde, Jericho sale de rehabilitación y recibe la visita de Wally West, a quien Deathstroke le acaba de robar parte de su supervelocidad almacenada (queriendo retroceder en el tiempo para revivir a su hijo Grant) y Wally le pide a Jericho que le cuente sobre su padre en orden de detenerlo. Jericho está de acuerdo, le cuenta sobre su infancia difícil y se pone su traje Ikon para ayudar a detener a Deathstroke. Planean reunirse con los equipos Jóvenes Titanes y Titanes en Hatton Corners, el lugar donde murió Grant. Antes de partir, Jericho se toma el tiempo para decirle a Wally que no culpa a los Titanes por la muerte de Grant, sabiendo que no es culpa de ellos, y que él lucha todos los días para no volverse como su padre. Después de que Jericho se presenta a los Titanes, haciéndoles saber que Deathstroke es su padre, él y los dos equipos trabajan juntos para abrir un vórtice temporal para perseguir a su padre. Una vez que detienen temporalmente la supervelocidad de Deathstroke, Jericho le ruega a su padre que deje de interrumpir el tiempo continuo. Esto fue ignorado cuando Deathstroke ingresa nuevamente a la Fuerza de la Velocidad. Usando los poderes de Omen y Raven junto con los suyos, permitieron que la mayoría del equipo entrara en la mente de Wally para poder sacarlo de la Fuerza de la Velocidad una vez que detuviera a Deathstroke. Wally sacó Deathstroke, Jericho luego escucha a su padre proclamar que ha dejado de ser un asesino después de su experiencia en la Fuerza de la Velocidad.
Luego, Jericho regresa a casa y acude a un grupo de apoyo para lidiar con su adicción a las pastillas y los errores que cometió. Después de la reunión, Deathstroke viene a recoger a Jericho y se sube a un avión, diciéndole que ha cambiado después de no poder cambiar el pasado. Cuando Isherwood llama a Deathstroke, habla con Jericho, le dice a Jericho que no está enojado con él, escucha sus palabras durante su coma y le da sus condolencias por la muerte de Etienne. Más tarde, Jericho es llevado a una base junto a Rose, su madre, Wintergreen y Tanya Spears. Como la persona a cargo del "Proyecto Desafío" del gobierno, Adeline inicialmente quería que Jericho dirigiera su nuevo grupo de trabajo, pero Deathstroke se abrió camino para liderar el equipo y manejar el reclutamiento, incluida la incorporación de Kid Flash. Mientras tanto, Jericho investiga quién mató a Etienne y le confía a Rose que la única razón por la que aceptó unirse al equipo es para conocer la verdad sobre la muerte de Etienne y vigilar a su padre. Más tarde, Jericho y el equipo Defiance emprenden su primera misión. Durante otra misión para rescatar rehenes de un dictador en Chetland, Jericho y el equipo se ven obligados a luchar contra los drones Radiant Men de Doctor Light sin la ayuda de Deathstroke, quien se separa de ellos para tener una conversación privada con Doctor Luz. A pesar de tener dificultades, Jericho se hace cargo del equipo y los dirige para luchar con éxito contra los drones, pero Deathstroke apaga de forma remota el transmisor subvocal de Jericho y el canal de comunicación del equipo para dificultar su "entrenamiento". El equipo de Defiance casi se ve abrumado, pero Terra resucitada llega para ayudar y salvar a los rehenes mientras Deathstroke se reagrupa con ellos y les ordena a todos que regresen a casa. Más tarde, Jericho habla con su madre sobre sus frustraciones hacia ella, lo amargada que está por su rencor contra Deathstroke y su odio injusto hacia Rose, y le pregunta sobre la muerte de Etienne. Aunque Adeline afirma que no tuvo nada que ver con la muerte de Etienne, ignora las otras declaraciones de Jericho, lo que hace que Jericho le suplique que no permita que Deathstroke la corrompa más y se convierta en la madre que solía conocer. Durante una sesión grupal con el equipo, la grabadora de Kid Flash revela que Jericho está comenzando a alejarse de Etienne y conoció a un hombre sordo llamado Terrence.
Después de que Deathstroke es secuestrado por la Sociedad Secreta de Supervillanos, Jericho encuentra una nota dejada por Riddler y se la muestra al equipo. Después de cuatro días, Jericho y Rose intentan reunir al equipo para encontrarlo, pero Adeline les dice que tienen una nueva misión que los llevará al lugar donde la Sociedad llevó a su padre. Después de encontrar el almacén dañado y escuchar parte de la investigación de Terra, Jericho se da cuenta de que Isherwood, ahora de aspecto monstruoso, secuestró a Deathstroke y se dirige a buscarlos, en contra de las órdenes de su madre. Al llegar a la iglesia en Canadá, Jericho encuentra a su padre solo. Deathstroke le hace saber a Jericho que sabe sobre su relación anterior con Isherwood. Mientras discute si Jericho cree que Deathstroke es capaz de cambiar, Jericho ayuda a desactivar el transmisor neuronal en la columna vertebral de su padre, pero el dispositivo transmisor no funciona y en su lugar destruye el traje Ikon de Jericho. Habiéndose roto las costillas después de caer sobre los bancos de madera de la iglesia, Jericho y Deathstroke regresan a la base de Defiance para recuperarse. Sin embargo, el grupo comienza a desmoronarse debido a que los otros miembros aprenden más de las mentiras de Deathstroke. Después de pelearse con Tanya, Jericho quiere dejar el equipo porque no estaba progresando con la muerte de Etienne. Más tarde, Jericho viene a respaldar a Deathstroke y Terra en una misión, pero el equipo se fractura aún más cuando Kid Flash culpa a Deathstroke por causar que Tanya aparentemente se suicidara. Desconocido para el equipo de duelo, el estado incorpóreo de Tanya en realidad está viajando a través de interdimensiones para salvar a Power Girl. Jericho luego regresa a su vida normal y continúa su relación con Terrence mientras reflexiona sobre sus tragedias recientes.
Una noche, Rose visita a Jericho y confiesa que mató a Etienne mientras estaba poseída por una entidad llamada "Willow", para su confusión. Su conversación se interrumpe cuando escuchan una explosión cerca de Chinatown y encuentran a Deathstroke luchando contra Isherwood, Kong Kenan y Terra furiosa. Cuando Jericho intenta intervenir en la pelea, Isherwood aprovecha para noquear a Deathstroke y enviarlo al Arkham Asylum. Más tarde, Jericho se entera de la fuga de Deathstroke y las maquinaciones de su madre para enfrentar a Batman contra él, y regaña a Adeline por sus acciones antes de que ella lo deje fuera. Más tarde, va a la Mansión Wayne para arreglar el intento de Deathstroke de sabotear al "benefactor" de Batman y liberar a Wintergreen de la custodia del FBI. Mientras realiza pruebas en su nueva actualización en su traje Ikon con Hosun, Jericho y Hosun intentan descubrir cómo lidiar con el problema "Willow" de Rose, que incluye a Jericho fingiendo ser Deathstroke frente a Rose (aunque ella sabe que su hermano está en el traje). Sin embargo, Jericho es emboscado por Dos-Caras cuando él y Rose visitan Arkham Asylum y él está en una celda después de que Dos-Caras toma su traje. Sin embargo, Jericho logra escapar del manicomio y liberar a su padre para que puedan ir a salvar a Rose, pero su padre está demasiado concentrado en perseguir a Hugo Strange y deja inconsciente a Jericho, pero luego se entera de que Rose está bien. Un día, Jericho recibe una llamada de Damian Wayne, que persigue a su padre, y trata de disuadirlo de que lo aproveche. Después de hablar con Terrence, Jericho decide ver cómo está su padre, que está escapando de su celda en la prisión secreta de Robin, para asegurarse de que no lastime a los Jóvenes Titanes. Después de que Emiko Queen aparentemente mató a Deathstroke, Jericho, enojado y afligido, intenta reunir a todos los villanos que asistieron al funeral de su padre. En su dolor, Jericho confronta a los Jóvenes Titanes por lo que hicieron y usa el cuerpo de Kid Flash para ir al funeral. Debido a sus fuertes emociones, el anillo de Sinestro reacciona ante Jericho y desata una fuerte energía que noquea a la mayoría de los asistentes, excepto a los miembros de la Legión del Mal. Intrigada por el potencial de Jericho, la Legión del Mal le ofrece a Jericho un lugar con ellos antes de teletransportarse. Una noche, Jericho se prepara para una cita con Terrence, pero Wintergreen lo contacta para ayudar a Rose, quien está tratando de completar el contrato de asesinato que Deathstroke dejó desatendido debido a su "muerte". Jericho discute con Terrence, quien lo regaña por involucrarse siempre en el drama de los miembros de su familia y le muestra a Jericho que planeaba proponerle matrimonio. Atónito, Jericho se muestra reacio a volver a comprometerse y sale corriendo después de que Terrence dejó en claro que no seguirá comprometiéndose por la fijación de Jericho con su familia. Jericho salva a su hermana, pero los dos pronto se pelearon por el contrato y Jericho revela que Emiko es quien "mató" a su padre. Mientras trata de evitar que Rose se vengue de Emiko, Jericho resulta gravemente herido y pide ayuda a su madre, se le aparece un holograma de Lex Luthor y se ofrece a ayudar a Jericho si se une a la Legión del Mal.
Mientras Jericho está desconcertado por la presencia de Luthor e inicialmente rechaza su oferta, Jericho termina aceptando una pieza especial de nanotecnología como un "regalo", que no solo curó sus heridas, sino que amplificó sus habilidades y le otorgó un nuevo traje. Sin embargo, la piel de Jericho se vuelve azul debido al efecto de la tecnología incrustada en su cuerpo, aunque está asombrado por sus nuevos poderes. Usando su habilidad psiónica mejorada, Jericho usa el control mental colocando a Emiko escondida en un lugar desconocido para mantenerla a salvo de Rose y luego persigue a su hermana, interrumpiendo su persecución con Shado. Cuando Rose se niega a escucharlo, Jericho intenta saltar a su cuerpo, pero recibe una retroalimentación mental que lo desorienta, lo que hace que pierda el control mental sobre Emiko y permite que Rose lo evada. Más tarde, Jericho intenta evitar que Terrence lo deje y termina usando su poder telepático para que se quede. En el transcurso de los próximos días, Jericho comienza a detener el crimen de manera más activa usando sus nuevos poderes, pero como resultado comienza a desarrollar un Complejo de Mesías. Mientras Terrence advierte que Jericho se está volviendo adicto a la nanotecnología, Jericho afirma que se la devolverá una vez que ayude a Rose. Algún tiempo después, Jericho se encuentra con Luthor e intenta devolver la nanotecnología, pero la retira una vez que se entera de que un doppelganger de Deathstroke está buscando la nanotecnología.
Mientras busca a Jericho, el doppelganger ataca a Terrence, aunque Rose logra salvarlo, pero Hosun muere. Cuando el doppelganger de Deathstroke apunta a Adeline, Jericho salva a su madre y engaña al doppelganger para que apague su armadura, dejando que su padre se encargue de la contraparte. Mientras vuela, Jericho se enfrenta a Isherwood, quien sacrifica su vida para sacar a la fuerza la nanotecnología de Jericho. Luego, un Jericho normal va con Rose y se consuelan mutuamente por sus tragedias recientes. Más tarde, durante la víspera de Navidad, Jericho pasa las vacaciones con su familia, aunque su padre termina escabulléndose.

## Poderes y habilidades
Jericho puede poseer a una persona después de hacer contacto visual con ella; su cuerpo se vuelve insustancial y entra en el sujeto. Mientras está en posesión, Jericho tiene acceso a todos los poderes de ese anfitrión (físicos, mentales y mágicos) y también puede acceder a sus recuerdos. La víctima de Jericho permanece consciente y puede expresarse vocalmente, pero por lo demás no puede controlar las acciones de su cuerpo mientras está poseída por Jericho. Si la persona está inconsciente o dormida después de la posesión, Jericho puede usar su voz para hablar, aunque con su acento o cualquier otro impedimento del habla, y solo usando las palabras que conoce. Jericho a veces usa la letra "J" del alfabeto manual estadounidense como su nombre de signo para indicar a sus aliados que ha tomado posesión de una persona. Una vez que la mente de la persona recupera la conciencia, recupera la conciencia y la capacidad de hablar de forma independiente.
Este poder es más efectivo en cuerpos humanos o metahumanos; Jericho ha poseído a Superman dos veces, pero en la primera ocasión el cuerpo de Superman ya había sido tomado por un científico humano que había cambiado de cuerpo con el Hombre de Acero, y en el segundo caso, Jericho simplemente no pudo mantener el control del cerebro kryptoniano durante mucho tiempo. (Lo más probable es que la fuerza de voluntad más débil del científico le facilitara a Jericho el control de su cuerpo en esa ocasión). El poder de Jericho depende del contacto visual con los seres vivos; si está cegado, o el ser que intenta poseer no es una criatura natural, su poder falla. De esta forma, fue engañado por su compañero Cyborg durante un ejercicio de entrenamiento, cuando este último cerró su ojo natural y Jericho no logró tomar posesión al intentar contactar con su ojo artificial. Desde entonces, Jericho superó esta limitación y pudo controlar a Cyborg a través de su ojo electrónico. Jericho también ha demostrado la capacidad de volver a crecer sus globos oculares arrancados; esta hazaña aparentemente vino con el precio de la visión todavía dañada, pero el regreso de su capacidad de posesión en toda su capacidad.
A pesar de su naturaleza pacifista y su disgusto por la violencia física, también es hábil en el combate cuerpo a cuerpo y es capaz de defenderse de su padre, Deathstroke.
Cuando estaba poseído por los espíritus de Azarath, Jericho tenía una poderosa alma de león y una capacidad de curación.

### Poderes y habilidades en The New 52
En The New 52, Jericho recibe una variedad de habilidades psíquicas además de sus poderes de posesión, como poder controlar telepáticamente a su hermano Grant y su madre Adeline.
A pesar de la continuidad conflictiva entre Deathstroke vol. 2 y 3, Jericho aún conserva su telepatía para leer la mente y controlar a los demás. Después de experimentar, Jericho demostró habilidades aún más poderosas para separar a otros seres humanos con una explosión psíquica, para su horror. Aunque su telepatía puede ser bloqueada por otros con poderes mentales, Jericho puede leer su aura para ver si tienen intenciones maliciosas y también puede proyectar un campo de energía para defenderse de los ataques.

### Poderes y habilidades en DC Rebirth
En DC Rebirth, Jericho demuestra la capacidad de separar su yo espiritual e incorpóreo de su cuerpo físico cuando usa sus poderes para poseer a otras personas. A diferencia de su forma habitual de poseer a otros, Jericho describe esta habilidad como una comunicación de campo cercano, siendo capaz de poseer a personas a cierta distancia de él, y la persona que está poseyendo habla usando su voz, no la de ellos. Además, su cuerpo físico está dormido e inmóvil, dejándolo vulnerable a los ataques si no hay nadie para protegerlo.

## Otras versiones

### Tierra-Uno
En Teen Titans: Earth One, Jericho actúa como antagonista de los Jóvenes Titanes, después de haber sido manipulado y lavado el cerebro por el Dr. Stone de S.T.A.R. Labs para espiar y luchar contra sus compañeros miembros del "Proyecto Titanes".

### Tiny Titans
En la serie infantil Tiny Titans, Jericho es uno de los niños más pequeños y parte de los "Little Tiny Titans" con Wildebeest, Kid Devil y Miss Martian. Como una broma corriente, Jericho a menudo usa sus poderes para poseer a otros para su beneficio y diversión y el de sus amigos, incluida su hermana mayor Rose y su padre Deathstroke.

## En otros medios

### Televisión
- Jericho aparece en la serie animada Teen Titans. Al igual que su personaje cómico temprano, esta versión puede poseer cualquier ser con el que pueda hacer contacto visual y es mudo. Nunca se le ve hablar personalmente, aparentemente incapaz de hacerlo, sin embargo, solo habla a través de aquellos que posee, incluidos los individuos que, irónicamente, no parecen capaces de hablar. Su relación con Deathstroke (conocido simplemente como Slade) nunca se menciona. En "Calling All Titans", él conoce a Beast Boy y es un Joven Titan honorario y tiene que luchar contra Fang y Private H.I.V.E. En "Titans Together", Jericho es uno de los cuatro héroes que sufrieron un ataque de la Hermandad del mal y se reunió con Chico Bestia para lanzar un asalto final contra la Hermandad. Puede hablar mientras está en el cuerpo de Cinderblock (con la voz de Dee Bradley Baker) debido al hecho de que Cinderblock tiene cuerdas vocales funcionales. Sin embargo, su poder fue inútil cuando Gizmo puso una bolsa sobre su cabeza, incapaz de hacer contacto visual con nadie. Se salvó cuando llegaron refuerzos con Cyborg, Starfire y Raven.
- Joe Wilson aparece en Arrow, interpretado principalmente por Liam Hall,[75] con William Franklyn-Miller interpretando al personaje cuando era niño. La personalidad violenta y el papel de villano de esta adaptación son más parecidos a los de su hermano Grant Wilson, y no es mudo como su versión de cómic. Su padre Slade Wilson lo menciona esporádicamente durante las dos primeras y la sexta temporada entra en más detalles, incluida la colocación de su ex pareja Wintergreen como su padrino. Los flashbacks muestran que Joe siguió los pasos de su padre y se unió al Servicio de Inteligencia Secreto de Australia (ASIS). Después de que su padre regresó de Lian Yu, Joe y Slade trabajaron juntos durante algún tiempo, pero su relación terminó abruptamente cuando Slade masacró a sus camaradas en un frenesí inducido por Mirakuru y luego se fue para vengarse de Oliver Queen. Joe se convierte en un criminal y viaja a Kasnia, rechazando su nombre de nacimiento y tomando el alias "Kane Wolfman" (un guiño al apellido de soltera de su madre y cocreador Marv Wolfman). Después de ser capturado, Joe es liberado por los Chacales y, sintiéndose abandonado por ASIS, decide unirse a la organización criminal y eventualmente convertirse en su líder. En el presente, Slade y Oliver, ahora libres de Mirakuru, viajan a Kasnia en busca de Joe, inicialmente creyendo que era un prisionero, pero finalmente descubren la verdad. Slade se une a la organización de su hijo, pero cuando Joe intenta que mate a Oliver, Slade revela que es un hombre diferente y lucha contra los Chacales junto a su antiguo rival. Aunque Slade y Oliver derrotan a los Chacales, Joe puede escapar, pero no antes de revelar que tiene un hermano llamado Grant, cuya existencia su madre ocultó a Slade. Culpándose a sí mismo por lo que Joe se ha convertido, Slade promete encontrar a sus dos hijos. En la séptima temporada, Joe, todavía llamado Kane Wolfman, regresa a Star City con la armadura de Deathstroke, luchando contra agentes de A.R.G.U.S. antes de ser detenidos por Flash, Green Arrow y Supergirl. Tomado en A.R.G.U.S. bajo custodia, es reclutado como parte de la "Iniciativa Fantasma", una nueva versión del Escuadrón Suicida, que participa en la operación para localizar a Dante.
  - En el cruce de "Elseworlds", cuando John Deegan cambia la realidad con el Libro del Destino, Wilson se convierte en un oficial de policía del Departamento de Policía de Ciudad Central, tratando sin éxito de detener a los presuntos ladrones de bancos Oliver Queen y Barry Allen junto con sus compañeros oficiales Malcolm Merlyn y Ricardo Diaz.
  - En la novela vinculada no canónica Arrow: Vengeance, Slade regresó a Australia y se mudó con su exesposa Addie y su hijo Joe. Cuando el jefe de ASIS de Slade, Wade DeFarge, se enteró de que Slade había matado a Wintergreen y había estado usando los recursos de ASIS para rastrear a Oliver Queen, Wade intentó detener a Slade usando las fuerzas de ASIS. Addie murió en el tiroteo que se desarrolló. Slade le disparó a DeFarge cuatro veces, pero las balas le atravesaron el pecho y mataron a Joe, que estaba de pie junto al cuerpo de su madre.
- Jericho aparece en Titanes, interpretado por Chella Man.[76][77] Hace cinco años, Jericho Wilson vivía con su sobreprotectora madre Adeline en San Francisco, fuera de la vista de su padre. Era el hijo mayor de Deathstroke y, según su hermana Rose, fue asesinado por su propio padre hace unos cuatro años. Jericho amaba y admiraba a su padre, a pesar de que estaba lejos de casa para hacer su trabajo como asesino de alquileres, una actividad que desconocía. Sabiendo que el amor paternal de Deathstroke por su hijo Jericho sería su debilidad, Robin (Dick Grayson) se acercó al niño y se hizo amigo de él, y luego descubrió los poderes psíquicos de Jericho. Dick lo llevó más tarde a la Torre de los Titanes y lo invitó a unirse a los Titanes, mientras le revelaba la verdad sobre su padre. En el episodio "Jericho", es atraído a una iglesia para escuchar la verdad de boca de su propio padre, Jericho se metió en medio de la pelea entre Deathstroke y Robin. Al principio no estaba seguro de qué lado elegir, pero usó su propio cuerpo como escudo para proteger a Robin y fue atravesado por la espada de su padre. Aunque Dick asume que Jericho murió a causa de sus heridas, más tarde se da cuenta de que Jericho sobrevivió usando sus poderes para saltar al cuerpo de Deathstroke, atrapándolo efectivamente dentro durante los siguientes cuatro años. Jericho finalmente puede escapar de su padre saltando al cuerpo de Rose después de que Rose hiere fatalmente a Deathstroke.

### Película
- Jericho tiene una aparición sin voz en la película animada de superhéroes Teen Titans: The Judas Contract. En la película, él es utilizado por Hermano Sangre como sujeto de prueba para una máquina que otorga al usuario las habilidades sobrehumanas de los metahumanos atrapados dentro. Después de que termina, Madre Mayhem le dispara en la cabeza y aparentemente lo mata. En la escena poscréditos, Jericho se cura de su herida y se muestra que posee sus icónicos ojos verdes brillantes.[78]
- Jericho aparece en Deathstroke: Knights & Dragons: The Movie / Deathstroke: Knights & Dragons, con la voz de Griffin Puatu, mientras que su yo más joven fue expresado por Asher Bishop.[79] En esta representación, Joseph es el único hijo de Slade y Adeline, y comparte una relación cercana con su padre, quien lo adora y, a menudo, le lee su libro favorito "Caballeros y dragones" por la noche. Con el fin de obligar a Deathstroke a trabajar para H.I.V.E., Chacal, Tigre de Bronce y otros agentes de H.I.V.E. secuestraron a Joseph y el incidente terminó con la garganta de Joseph cortada y enmudecido. Su padre lo dejó poco después y su madre lo envió a un internado privado en Suiza, el aislamiento y los eventos traumáticos de su secuestro dejaron a un Joseph adolescente lleno de ira y resentimiento, y se ve obligado a lidiar solo con sus poderes de despertar. Jericho finalmente se une a su media hermana mayor, Rose (quien era la nueva líder de una célula H.I.V.E. independiente) para conquistar el mundo y es bautizado con el nombre de "Jericho", traicionando a su padre en el proceso. Sin embargo, el Jericho en conflicto se reconcilia con su padre y su madre cuando vinieron a salvarlo después de que él y Rose intentaran vengarse de Jackal. En esta iteración, Jericho muestra muchos poderes psiónicos, como la telepatía y la piroquinesis, aunque sus poderes son inestables y no puede controlarlos, lo que hace que entre en un estado de trance y se vuelva más violento.

### Videojuegos
- Jericho aparece en DC Universe Online en un escenario de episodio DLC Teen Titan basado en la historia de "Judas Contract". En esta continuidad, Jericho y su madre Adeline Kane ayudan a los Jóvenes Titanes a detener a Deathstroke por vengarse de ellos después de que Ravager muere como en los cómics.[80]
- Jericho está disponible como personaje jugable en DC Legends.[81]

### Varios
- Jericho aparece en la serie de cómics Teen Titans Go!. En el número 42, Jericho juega un papel importante en ayudar a Raven al usar sus poderes para volver a unir los "Emoticlones" dispersos de Raven.

## Sexualidad
Cuando Marv Wolfman y George Pérez estaban creando el personaje, jugaron con la idea de convertir a Joseph en gay. Pérez dijo lo siguiente: "Si bien Marv y yo discutimos la posibilidad de que Joseph Wilson fuera gay, Marv decidió que era un estereotipo demasiado grande que el personaje sensible, artístico y con los ojos muy abiertos, con rasgos posiblemente afeminados, también fuera homosexual". Se confirma canónicamente que la versión DC Rebirth de Joseph es bisexual.